# Craspedostethus dilutus
Craspedostethus dilutus là một loài bọ cánh cứng trong họ Elateridae. Loài này được Erichson miêu tả khoa học năm 1840.